# Nati nel 1549
| Questa pagina contiene informazioni ricavate automaticamente dalle voci biografiche con l'ausilio del template Bio e di un bot. L'aggiornamento è periodico e automatico e ricostruisce completamente la pagina. Se manca una persona in questa lista, sei pregato di non aggiungerla, ma accertati piuttosto che la sua voce biografica contenga il template Bio e che i dati anagrafici siano correttamente compilati. Se il template Bio manca, inseriscilo tu stesso o, in alternativa, metti l'avviso {{tmp\|Bio}} che ne segnala la mancanza. Se i dati riportati sono sbagliati, correggi direttamente la voce biografica; le modifiche saranno visibili in questa lista entro pochi giorni. Per chiarimenti vedi il progetto biografie. La lista contiene solo le 73 persone che sono citate nell'enciclopedia e per le quali è stato implementato correttamente il template Bio. Pagina aggiornata al 18 ago 2025. |

## Gennaio(1)
- 7 gennaio - Francesco Bassano, pittore italiano († 1592)

## Febbraio(2)
- 15 febbraio - Barnim X di Pomerania, tedesco († 1603)
- 20 febbraio - Francesco Maria II della Rovere, condottiero italiano († 1631)

## Marzo(3)
- 10 marzo - Francesco Solano, religioso, presbitero e santo spagnolo († 1610)
- 11 marzo - Hendrik Laurenszoon Spiegel, umanista olandese († 1612)
- 31 marzo - Tsutsui Junkei, militare giapponese († 1584)

## Aprile(2)
- 5 aprile - Francesca d'Orléans-Longueville, nobile francese († 1601)
- 5 aprile - Elisabetta Vasa, principessa svedese († 1597)

## Giugno(1)
- 15 giugno - Elizabeth Knollys, nobildonna inglese († 1605)

## Luglio(4)
- 1º luglio - Decio Azzolino il Vecchio, cardinale e vescovo cattolico italiano († 1587)
- 2 luglio - Sabina di Württemberg, nobile († 1581)
- 5 luglio - Francesco Maria Bourbon del Monte Santa Maria, cardinale, vescovo cattolico e diplomatico italiano († 1626)
- 30 luglio - Ferdinando I de' Medici, cardinale italiano († 1609)

## Agosto(2)
- 2 agosto - Mikołaj Krzysztof Radziwiłł, nobile polacco († 1616)
- 10 agosto - Caterina di Brandeburgo-Küstrin, nobile tedesca († 1602)

## Settembre(2)
- 1º settembre - Cesare Aretusi, pittore italiano († 1612)
- 1º settembre - Charles Philippe de Croÿ, militare e politico olandese († 1613)

## Ottobre(1)
- 1º ottobre - Anna di San Bartolomeo, mistica e religiosa spagnola († 1626)

## Novembre(5)
- 1º novembre - Anna d'Asburgo, sovrana († 1580)
- 4 novembre - Enrico V di Reuss-Greiz, nobile tedesco († 1604)
- 5 novembre - Philippe Duplessis-Mornay, scrittore, politico e teologo francese († 1623)
- 11 novembre - Francesco Cenci, nobile italiano († 1598)
- 30 novembre - Henry Savile, matematico e traduttore inglese († 1622)

## Dicembre(2)
- 9 dicembre - Costanzo Antegnati, compositore e organaro italiano († 1624)
- 15 dicembre - Filippo Archinto, vescovo cattolico italiano († 1632)

## Senza giorno specificato(48)
- Ahmad al-Mansur, sultano marocchino († 1603)
- John Bodey, beato inglese († 1583)
- Girolamo Brunelli, insegnante e traduttore italiano († 1613)
- Girolamo Campagna, scultore italiano († 1625)
- Giovan Giorgio Cesarini, collezionista d'arte italiano († 1585)
- Michel Coignet, ingegnere e matematico fiammingo († 1623)
- Giovanni Contarini, pittore italiano
- Andrea Fachinei, giurista italiano († 1609)
- Tommaso Garzoni, scrittore italiano († 1589)
- Denis Godefroy, giurista francese († 1622)
- Alfonso Gonzaga, condottiero italiano († 1569)
- Abraham Gorlaeus, antiquario olandese († 1608)
- Nicolò Vito di Gozze, filosofo dalmata († 1610)
- Ferdinand zu Hardegg, militare e nobile austriaco († 1595)
- Antonio de Herrera y Tordesillas, storico spagnolo († 1625)
- Girolamo Imparato, pittore italiano († 1607)
- Luke Kirby, presbitero inglese († 1582)
- Kutsuki Mototsuna, militare giapponese († 1632)
- Nicolò Lodron, nobile austriaco († 1621)
- Giovannangelo Lottini, religioso italiano († 1629)
- Melezio I Pegas, arcivescovo ortodosso greco († 1601)
- Giovanni Tommaso Minadoi, medico e storico italiano († 1615)
- Bernardino Morra, vescovo cattolico italiano († 1605)
- Oda Nobuharu, militare giapponese († 1570)
- Ogawa Suketada, militare giapponese († 1601)
- Oniniwa Tsunamoto, militare giapponese († 1640)
- Isabella Pallavicino, letterata italiana († 1623)
- Jacopo Palma il Giovane, pittore italiano († 1628)
- Pomponio Palombo, pittore e architetto italiano († 1592)
- Qu Taisu, funzionario e matematico cinese († 1612)
- John Rainolds, teologo e scrittore inglese († 1607)
- John Ratcliffe, esploratore e politico inglese († 1609)
- Cecilia Brusasorzi, pittrice italiana († 1593)
- Rusu Masakege, militare giapponese († 1607)
- Juan de Salcedo, esploratore spagnolo († 1576)
- Elin Ulfsdotter Snakenborg, nobildonna svedese († 1635)
- Jan Snellinck, pittore fiammingo († 1638)
- Francesco Soriano, compositore italiano († 1621)
- John Spencer, politico e nobile inglese († 1600)
- Giovanni Battista Tarilli, pittore e miniatore svizzero († 1614)
- Marie Touchet, francese († 1638)
- Tsuda Nobuzumi, militare giapponese († 1570)
- Gabriel Vázquez, gesuita, teologo e filosofo spagnolo († 1604)
- Jan Wierix, incisore, pittore e miniaturista fiammingo († 1620)
- Yamauchi Yasutoyo, militare giapponese († 1625)
- Louis de Clermont d'Amboise, nobile francese († 1579)
- Jerónimo Javier, gesuita spagnolo († 1617)
- Martino de Leyva, nobile e militare spagnolo († 1600)